# Priapella bonita
Priapella bonita là một loài cá nước ngọt trong họ Cá khổng tước đã tuyệt chủng. Nó là loài đặc hữu của México.